# Байлики (архипелаг)
Архипелаг Байлики (порт. Arquipélago do Bailique) — группа островов у побережья Бразилии на северной стороне устья Амазонки.
Архипелаг состоит из восьми островов:
- Байлики
- Бриги
- Куруа
- Фаустину
- Франку
- Игарапе-ду-Мейу
- Мариньейру
- Паразиньу

Из восьми островов шесть являются обитаемыми. Всего на островах находится около сорока населённых пунктов, в которых проживает около 7 тысяч человек.